# Romerhusene

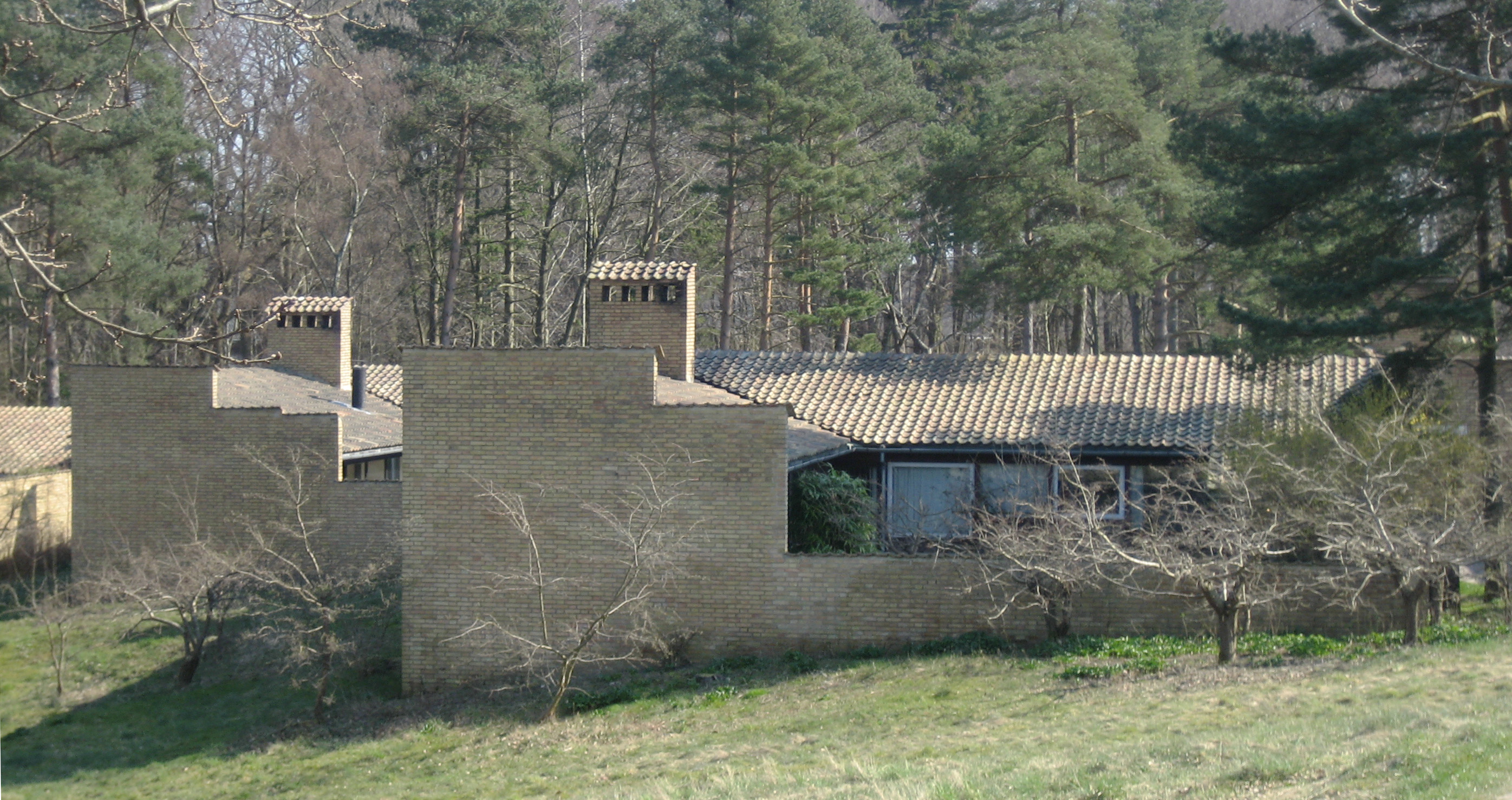
Några av husen, intill Montebelloparken.

Romerhusene, ursprungligt namn Kingohusene, är en samling kedjehus vid Kingosvej i  Helsingör i Danmark. De ritades av arkitekten Jørn Utzon, byggdes 1957–1961 och består av 60 vinkelbyggda hus med i stort sett samma kvadratiska grundplan. Dock är vissa spegelvända, och några har en annan planlösning på grund av en alternativ placering av garage/carport. Byggnaderna blev kulturmärkta den 30 juni 1987.
Grundtanken med planlösningen är atriumgården, en inspiration som Utzon fick från byggnader i romarrikets Pompeji. 
Några år efter Romerhusene ritade Utzon en liknande bebyggelse, Fredensborghusene, i Fredensborg på norra Själland.